# Chiesa di San Lorenzo (Luni)
La chiesa di San Lorenzo è un luogo di culto cattolico situato nella frazione di Ortonovo, in piazza di Sotto, nel comune di Luni in provincia della Spezia. La chiesa è sede della parrocchia dei Santi Martino e Lorenzo del vicariato della Bassa Val di Magra della diocesi della Spezia-Sarzana-Brugnato.

## Storia e descrizione

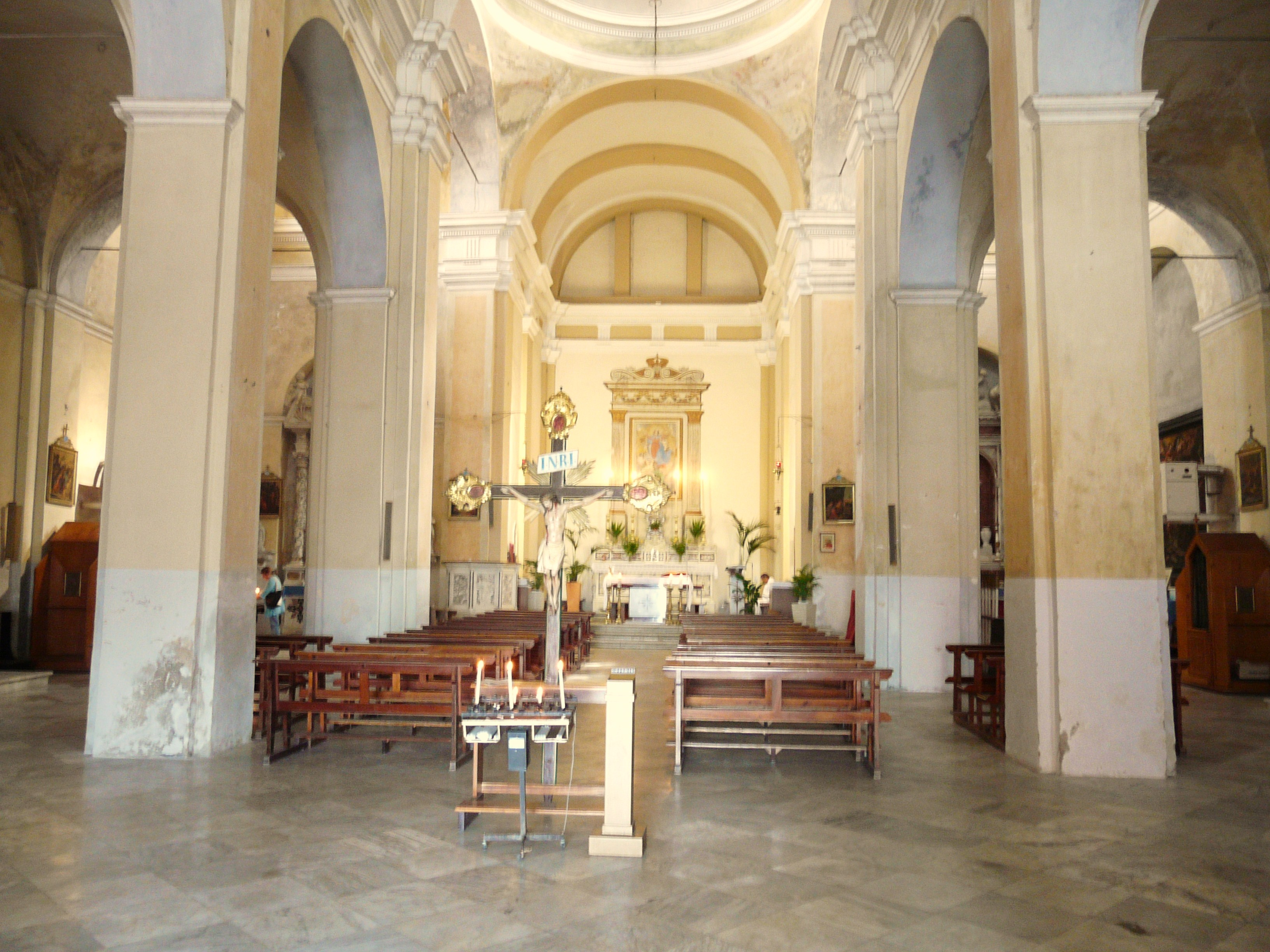
La navata centrale

L'attuale impianto della chiesa venne costruito tra il 1621 e il 1645 sui resti di un preesistente castello medievale, nella zona a sud-est del borgo di Ortonovo; la consacrazione solenne dell'edificio avvenne il 5 febbraio del 1651 ad opera del vescovo della diocesi di Lacedonia monsignor Ambrosio Viola. Nel 1714, con bolla papale di Clemente XI, fu elevata al titolo di abbazia perpetua.
La struttura interna si presenta a tre navate, divise da due file di pilastri sorreggenti la cupola e le volte della copertura, e dieci cappelle laterali. Nella rosea facciata, in stile barocco, sono ospitate, in due nicchie, le statue dei Santi Martino e Lorenzo entrambe realizzate nel 1754. Nel 1910 venne rifatto il pavimento con lastre di marmo bianco.
Tra le opere pittoriche e scultoree sono conservate una statua di Sant'Antonio abate, del 1727, nel primo altare della navata destra; una statua di San Rocco del XVI secolo nel terzo altare; un dipinto raffigurante l'Estasi di san Francesco, nel quarto altare e opera di un pittore ignoto del XVIII secolo; una statua di Santa Lucia, nell'altare a fianco del maggiore; la statua di Sant'Antonio da Padova con il Bambino Gesù; la tela della Madonna col Bambino, san Domenico e una santa martire anonima. Il pulpito è risalente al Settecento.
L'organo a canne è stato realizzato nel 1884 dalla ditta Serassi di Bergamo.